# كونغو (رواية)
كونغو هي رواية خيال علمي للكاتب الأمريكي مايكل كرايتون، وهي الرواية ال15 له. تحكي الرواية عن بعثة علمية تنقب عن الماس في فيرونجا بالكونغو لكن ينقطع الاتصال بهذه البعثة فجأة ويقتل كل أفرادها بطريقة بشعة ثم يتم إرسال بعثة أخري للوصول إلي حقيقة ما حدث فقط ليصطدموا بلغز تاريخي عن المدينة الأسطورية (مدينة الزنج) المفقودة التي يقال أنها تحوي كميات هائلة من الماس.